# Chembur
Chembur est un quartier situé dans la banlieue est de Bombay, en Inde.
Chembur est localisé à 15 km du centre-ville de Bombay et à 10 km de l’aéroport international Chhatrapati-Shivaji.